# Tvrtko Ljutić
Tvrtko Ljutić (* 8. September 2002) ist ein kroatischer Skirennläufer.

## Karriere
Ljutić gab sein internationales Renndebüt am 22. November 2018 bei einem Juniorenrennen in Solda. Sein erstes internationales Großereignis bestritt er im Februar 2019 beim Europäischen Olympischen Winter-Jugendfestival in Sarajevo. Dort belegte er als bestes Ergebnis den 17. Rang im Slalom.
2020 wurde er bei den Olympischen Jugend-Winterspielen in Lausanne Fünfter im Slalom. Ein Jahr später nahm Ljutić erstmals an einer Alpinen Skiweltmeisterschaft teil. Bei den Wettkämpfen in Cortina d’Ampezzo belegte er im Slalom Platz 58.
Abgesehen von internationalen Großereignissen startet Ljutić hauptsächlich bei FIS-Rennen.
Sein bisher bestes Ergebnis bei einem internationalen Großereignis erreichte er bei den Weltmeisterschaften 2023 in Courchevel bzw. Méribel mit Rang 15 in der Alpinen Kombination.

## Privates
Seine Schwestern Zrinka und Dora Ljutić sind ebenfalls als Skirennläuferinnen aktiv.

## Erfolge

### Weltmeisterschaften
- Cortina d’Ampezzo 2021: 58. Riesenslalom
- Courchevel/Méribel 2023: 15. Alpine Kombination, DNF Riesenslalom
- Saalbach 2025: 43. Riesenslalom

### Juniorenweltmeisterschaften
- Bansko 2021: 14. Slalom, 38. Riesenslalom
- Panorama 2022: 15. Slalom, 25. Alpine Kombination, 51. Super-G
- St. Anton 2023: 30. Super-G, 34. Riesenslalom, DNF Slalom

### Olympische Jugend-Winterspiele
- Lausanne 2020: 5. Slalom, 20. Alpine Kombination, 25. Riesenslalom, 41. Super-G

### Europäisches Olympisches Winter-Jugendfestival
- Sarajevo 2019: 17. Slalom, 46. Riesenslalom

### Weitere Erfolge
- Bronze bei den kroatischen Meisterschaften im Riesenslalom 2022
- 9 Siege bei FIS-Rennen